# Isabelle Weidemann
Isabelle Weidemann (Ottawa, 18 juli 1995) is een Canadese langebaanschaatsster.
Weidemann won brons op de 3000 meter tijdens de Junior World Cup Finale in het seizoen 2014-2015 en debuteerde in de wereldbeker op 1 februari 2015 in Hamar. Op 25 november 2018 won Weidemann haar eerste wereldbekerwedstrijd toen ze op de 3000 meter in Tomakomai reed naar een baanrecord; 4.10,18. Op 19 oktober 2019 schaatste ze naar een nationaal record op de 5000 meter in 6.47,34. Op 5 februari 2022 won ze brons op de Olympische 3000 meter in 3.58,64.

## Persoonlijk
Weidemann studeert geologie aan de Universiteit van Calgary. Isabelle Weidemann is de oudere zus van langebaanschaatser Jake Weidemann.

## Persoonlijke records
| Afstand    | Tijd    | Datum            | Baan           |
| ---------- | ------- | ---------------- | -------------- |
| 500 meter  | 40,34   | 2 maart 2019     | Calgary        |
| 1000 meter | 1.17,69 | 16 maart 2017    | Calgary        |
| 1500 meter | 1.54,32 | 16 februari 2020 | Salt Lake City |
| 3000 meter | 3.55,58 | 9 maart 2019     | Salt Lake City |
| 5000 meter | 6.46,81 | 14 oktober 2021  | Calgary        |

## Resultaten
| Jaar | WK Allround            | WK Afstanden                                     | Olympische Spelen                  | Wereldbeker                        | WK Junioren                          |
| ---- | ---------------------- | ------------------------------------------------ | ---------------------------------- | ---------------------------------- | ------------------------------------ |
| 2014 |                        |                                                  |                                    |                                    | NS3 (30e, 30e, -, -)                 |
| 2015 |                        |                                                  |                                    | 52e 1500m 45e 3k/5k                | 8e (43e, 9e, 17e, 4e) 10e massastart |
| 2016 |                        | 10e 3000m 5e 5000m                               |                                    | 46e 1500m 16e 3k/5k 31e massastart |                                      |
| 2017 |                        | 18e 1500m 9e 3000m 6e 5000m DNF achtervolging    |                                    | 22e 1500m 15e 3k/5k                |                                      |
| 2018 |                        |                                                  | 7e 3000m 6e 5000m 4e achtervolging | 26e 1500m 10e 3k/5k                |                                      |
| 2019 | 6e · (19e, , 9e, )     | 7e 3000m 4e 5000m 4e achtervolging               |                                    | 52e 1500m 4e 3k/5k                 |                                      |
| 2020 | NC14 (22e, 6e, 12e, -) | 16e 1500m · 10e 3000m · 6e 5000m · achtervolging |                                    | 29e 1500m · 3k/5k                  |                                      |
| 2021 |                        | 5e 3000m · 4e 5000m · achtervolging              |                                    | 16e 1500m 6e 3k/5k                 |                                      |
| 2022 |                        |                                                  | 3000m · 5000m · achtervolging      | 16e 1500m 6e 3k/5k                 |                                      |
| 2023 |                        | 6e 3000m · 4e 5000m · achtervolging              |                                    | 26e 1500m · 3k/5k                  |                                      |
| 2024 |                        | 3000m · 5e 5000m · achtervolging                 |                                    | 37e 1500m 16e 3k/5k                |                                      |
| 2025 |                        | 7e 3000m · 4e 5000m · achtervolging              |                                    | 37e 1500m 6e 3k/5k                 |                                      |

2006: Anschütz-Thoms/Friesinger/Opitz/Pechstein/Völker ·
2010: Anschütz-Thoms/Beckert/Friesinger-Postma/Mattscherodt ·
2014: Van Beek/Leenstra/Ter Mors/Wüst ·
2018: Kikuchi/Sato/M. Takagi/N. Takagi ·
2022: Blondin/Maltais/Weidemann